# Kilavaaranjärvi
Kilavaaranjärvi är en sjö i Kiruna kommun i Lappland och ingår i Torneälvens huvudavrinningsområde. Kilavaaranjärvi ligger i Torne och Kalix älvsystem Natura 2000-område.